# Мак Гарган
Мак Гарган (англ. Mac Gargan) — суперзлодей комиксов издательства Marvel Comics. Изначально выступал как Скорпион (англ. Scorpion). Впоследствии Гарган соединился с инопланетным симбиотом Веномом (англ. Venom) и стал одной из его ипостасей. После событий гражданской войны супергероев Гарган был представлен общественности как Человек-паук (англ. Spider-Man).
С момента дебюта в комиксах персонаж появлялся в различного рода мерчендайзе (одежды, игрушки, коллекционные карточки, мультсериалы и видеоигры). В фильме Кинематографической вселенной Marvel «Человек-паук: Возвращение домой» (2017) роль Мака Гаргана исполнил актёр Майкл Мэндо.

## История публикаций
Мак Гарган был создан сценаристом Стэном Ли и художником Стивом Дитко и впервые появился в The Amazing Spider-Man #19 (1964), а его первое появление в качестве Скорпиона состоялось в The Amazing Spider-Man #20. Годы спустя, он становится третьей инкарнацией Венома в Marvel Knights: Spider-Man #10 (2005), а затем действует под именем Человека-паука в Dark Avengers #1 (2009).
В качестве второстепенного персонажа он появился в ограниченной серии Dark Avengers, начиная с #1 (Март, 2009) вплоть до #16 (Июнь 2010). Также Мак Гарган появляется в собственной ограниченной серии Dark Reign: Sinister Spider-Man. Комикс от сценариста Брайана Рида и художника Криса Бачало был выпущен в июне 2009 года.
Впоследствии сценарист Дэн Слотт вернул Мака Гаргана к личности Скорпиона в The Amazing Spider-Man.

## Биография

### Скорпион
Макдональд Гарган был частным детективом. Его нанял Джей Джона Джеймсон, чтобы проследить за Питером Паркером и Человеком-пауком и выяснить, имели ли эти двое какую-нибудь связь с друг другом. В конечном счёте, Джеймсон заплатил Маку Гаргану 10.000 долларов за то, чтобы тот подвергся процедуре радиационного облучения в ходе научного эксперимента, проводимого доктором Фэрли Стиллвеллом при помощи нео-генного рекомбинатора (англ. Neogenic Recombinator), чтобы приобрести способности скорпиона, которые позволили бы ему победить Человека-паука. Но ДНК скорпиона впоследствии сильно затронула разум Мака Гаргана, вызвав у него безумие.
Скорпион обвинял Джеймсона в своём безумии и пытался уничтожить его, вынуждая Человека-паука вмешаться. Некоторое время спустя после схватки с Мисс Марвел Скорпион начал считать, что его костюм намертво прирос к его телу, и он стал видеть себя монстром в своих мыслях. Человек-паук позже ему доказал, что это было большим заблуждением.
За долгие годы Скорпион сражался и был побеждён Человеком-пауком множество раз. Большинство этих конфронтаций происходило при защите Человеком-пауком жизни Джеймсона, которого Скорпион ненавидел даже больше Человека-паука. Благодаря комбинации механического хвоста, скорости и силы Скорпион всегда превосходил Человека-паука физически. Только опыт, навыки и смекалка Паука помогали победить Гаргана.

### Веном

Мак Гарган с симбиотом Веномом

Позже Скорпион был завербован Норманом Озборном, точно знавшим тайну личности Человека-паука, который приказал Скорпиону похитить тётю Питера Мэй, если что-нибудь случится с Норманом Озборном. Во время выполнения этого задания к Скорпиону приблизился недавно освобождённый симбиот Веном. Поиск нового хозяина, который бы разделил его ненависть к Человеку-пауку и опыт закалённого преступника, привёл его к Скорпиону, который с нетерпением принял предложение, и преобразовался в нового, чудовищного Венома.
После того, как сложный план сработал, и Зелёный Гоблин избежал тюрьмы, Гоблин натравил на Человека-паука и Чёрную Кошку недавно сформированную Зловещую Дюжину (англ. Sinister Twelve), с новым, более сильным Веномом в её рядах. Мак и Дюжина почти одолели Паука и Кошку, когда в конфликт вступили Фантастическая Четвёрка и маленький отряд Мстителей, возглавляемых Капитаном Америкой, что привело к окончательному поражению Дюжины.
Посреди сражения Озборн бежал с намерением убить жену Питера, Мэри Джейн. Человек-паук последовал за ним, но был остановлен Гарганом. Два противника продолжали сражаться на крышах Нью-Йорка. Подловив Венома, Человек-паук обрушил на него заброшенное здание, тем самым закончив сражение. Злодей был арестован и отправлен в тюрьму, на остров Райкер (англ. Ryker's Island). Он обещал Пауку, что будет держать в секрете тайну его личности, поскольку это было его единственным рычагом воздействия на Человека-паука.
Позже Гарган сбежал с острова Райкер. Сначала, чтобы путешествовать в Мир Битв (англ. Battleworld), наряду с группой подобных себе отщепенцев, включая Генри Пима, Гравити, Капюшона (англ. Hood), и других, чтобы принимать участие в соревновании чемпионов.
В дальнейшем Мак Гарган стал членом группы Громовержцев (англ. Thunderbolts), которая была создана Мстителями, чтобы выслеживать беглых членов Секретных Мстителей (англ. Secret Avengers) и управлялись Комиссией по Делам Сверхлюдей. Правительство снабдило его электрическим имплантатом, позволяющим контролировать симбиота. Как Громовержец, он воспринимался широкой публикой как герой и даже имел собственную линию игрушек. Гарган показал свою новую, ещё плохо управляемую, мощь в сражении с Джеком Флагом (Jack Flag). В ходе своего избиения Флаг сумел нанести удар Гаргану, который был защищён симбиотом. Мак пришёл в неистовство и уже собирался сожрать побеждённого супергероя, когда внедрённый имплантат ударил его током, временно подчинив его себе, спасая тем самым Флагу жизнь. И хотя Гарган выражал опасение относительно контроля над симбиотом, он все же привязался к той власти и мощи, которую тот ему давал, и, подобно наркоману, уже не представлял свою жизнь без этого.
Мак Гарган так же получил приказ от Нормана Озборна выследить Нэмора.

### Секретное вторжение
Во время Secret Invasion Мак Гарган был выброшен из окна, когда Гора Громовержцев была атакована Капитаном Марвелом. Впоследствии он, наряду с другими Громовержцами отправился в Вашингтон. Веном начал убивать обычных людей, чтобы выяснить, кто из них является Скруллом. Норман попытался успокоить Мака, угрожая убить его, а также пообещав ему удовлетворить его голод позднее. Во время финального противостояния со Скруллами Веном был замечен за съедением пришельцев. Он стал силой, с которой нельзя было не считаться.
Веном, вместе с большей частью команды Громовержцев, пытался убить Певчую птицу по приказу Озборна. От смерти она была спасена Мечником, который помог ей сбежать.

### Тёмное правление

Мак в качестве Человека-паука. Художник — Майк Деодато-младший

Норман Озборн сформировал Тёмных Мстителей, обеспечив личности для бывших Громовержцев. Норман скормил Скрулла голодному Веному, ставшему к тому моменту уже больше зверем, чем человеком. Затем под воздействием препаратов симбиот был уменьшен до размера, которым он был при Человеке-пауке, и Мак получил возможность его контролировать. Однако звериные черты регулярно проявлялись при нападении Гаргана на врагов.
Норман Озборн представляет его и симбиота как Удивительного Человека-паука в качестве одного из своих новых Мстителей. Во время первого задания Тёмных Мстителей против Морганы ле Фэй «Человек-паук» был превращён в гиганта, который пытался съесть Ареса. Веном в своей форме чудовища сражался с Соколиным глазом в то время, как Тёмные Мстители бились с Морганой ле Фэй. После того, как Моргана была побеждена Железным патриотом и Доктором Думом, Мак Гарган вернулся к форме Человека-паука, ограничившись небольшой головной болью. Меченый пообещал убить его в один прекрасный день, за попытку Мака съесть его, когда он был под контролем Морганы. По возвращении домой Гарган был замечен в споре с «Соколиным глазом».
Позднее, в попытках разузнать о планах Озборна по вербованию его сына, настоящему Человеку-пауку при помощи Невидимой леди удалось захватить Гаргана, используя звуковой генератор, а затем внедриться в команду Тёмных Мстителей под его личностью. Мак попал в Негативную Зону, но затем был вызволен Тёмными Мстителями.
Несмотря на протесты Озборна, Гарган отправился патрулировать город, чтобы «противостоять преступности» в одиночку. В какой-то момент он победил грабителя банка по прозвищу Генерал Вольфрам, которому затем откусил руку. Забрав украденные деньги Вольфрама, Мак отправился в стрип-клуб. После получения строгого выговора от Нормана за откусывание руки, Мак убил стриптизёршу и поместил её мёртвое тело в постель Джей Джоны Джеймсона, чтобы подставить его в убийстве.
В первом выпуске Utopia, Тёмные Мстители отправились в Сан-Франциско для подавления бунтов мутантов, а также противостояния с Людьми Икс. Тем не менее, команда вступила в конфронтацию с другими приспешниками Озборна, Тёмными Людьми Икс. Когда позже выяснилось, что Нэмор и Эмма Фрост всё это время были двойными агентами и работали на Циклопа, Норман отдал приказ Тёмным Мстителям, в том числе и Маку, принести ему голову Нэмора и сердце Эммы Фрост. Впоследствии Тёмными Мстители и Тёмные Люди Икс напали на Утопию и сражались с Людьми Икс. Веном противостоял Колоссу. Однако, из-за наличия большого количества Людей Икс, Норман был вынужден отступить, узнав, что единственный способ победить заключался в убийстве всех мутантов на острове, вариант, реализация которого могла подорвать его политическое влияние.
Вскоре Гарган начал подавать признаки того, что его лекарство сделало его эмоционально нестабильным. Во время командной миссии в Колорадо, Молекулярный человек превратил Гаргана и его симбиота в кучу слизи. Некоторое время спустя, он был восстановлен Часовым.

### Осада
Во время событий Siege, Мак Гарган, наряду с другими Тёмными Мстителями, напал на Асгард по приказу Нормана Озборна. Вместе с остальными Мстителями Нормана Озборна он противостоял Тору. Позже он вступил в бой против Человека-паука и Мисс Марвел и был насильно отделён от симбиота. После отречения Озборна от власти, Гарган был посажен в тюрьму.

### Возвращение Скорпиона
В сюжетной линии Big Time Гарган был помещён в Рафт, тюрьму для сверхлюдей, будучи отделённым от симбиота. Это отразилось на его здоровье из-за побочных эффектов от его первоначальной мутации. Он был освобождён Алистером Смайтом, который дал ему усовершенствованный костюм Скорпиона с системой жизнеобеспечения для стабилизации здоровья Гаргана. Смайт убедил Мака объединить усилия, чтобы жестоко отомстить мэру Джей Джоне Джеймсону и его близким, так как они оба когда-то пострадали от него. Они потерпели поражения в результате объединения Человека-паука и Новых Мстителей, но не раньше чем Смайту удалось убить жену Джеймсона, Марлу.
В сюжетной арке Ends of the Earth Скорпион охранял один из объектов Доктора Осьминога. Несмотря на все усилия, он был побеждён Титановым человеком.
Во время событий Dying Wish, Скорпион услышал призыв Питера Паркера (чей разум в то время находился в умирающем теле Доктора Осьминога) спасти его и захватить Доктора Осьминога (завладевшего телом Человека-паука), тем самым уберегая своих близких от финального преступного плана Доктора Осьминога. Скорпион и Гидромен сопроводили Питера Паркера в теле Доктора Осьминога в Stark Industries на поиски Тони Старка, только чтобы попасть в ловушку, устроенную Доктором Осьминогом в теле Человека-паука. Обнаружив безопасную зону, где собирались все друзья и близкие Человека-паука, Скорпион попытался убить Джону Джеймсона. Тем не менее, получив воспоминания Питера Паркера о его любви к тёте Мэй, Отто Октавиус оторвал Гаргану зубную челюсть, его единственное незащищённое место.
Позднее Скорпион был замечен в лазарете Рафта вместе с Бумерангом и Стервятником. Оторванную челюсть ему заменил металлический аппарат. При помощи миниатюрных Убийц Пауков Алистер Смайт усилил всех троих злодеев, а затем приказал им убить Человека-паука. Тем не менее, после смерти Смайта от руки Превосходного Человека-паука, Убийцы пауков перестали действовать, а сам Скорпион, при очередной попытке убить Джеймсона, был остановлен Ящером.
Во время Secret Wars, Кингпин разослал приглашение нескольким суперзлодеям посмотреть на конец света, в том числе и Скорпиону. Их встречу прервал Каратель, чтобы убить как можно больше негодяев перед тем, как всё закончится.
В рамках All-New, All-Different Marvel Скорпион был нанят Тиберием Стоуном из Алкемакса, чтобы помочь ему протестировать Убийц Пауков во время поездки в другую страну, где Стоун планировал продать свои изобретения. В ходе тестирования, Скорпион столкнулся с Человеком-пауком 2099. Ошибочно приняв его за своего Человека-паука в другом костюме, Скорпион атаковал врага с помощью Убийц Пауков. С помощью голограммы, Человек-паук 2099 придал Скорпиону вид обычного Человека-паука, чем спровоцировал агрессию со стороны Убийц Пауков, которые атаковали Гаргана.

## Альтернативные версии

### Ultimate Marvel
Во вселенной Ultimate Marvel существуют два Скорпиона.
- Первый — клон Человека-паука. Впервые появился в комиксе Ultimate Spider-Man #97. Скорпион был создан Доктором Осьминогом, сидящим в тюремном заключении после битвы с Человеком-пауком. Отто вместе с Беном Рейли приступили к научным экспериментам над ДНК Питера Паркера, и Отто создал пять клонов Человека-паука, Женщину-паук по имени Джессика Дрю, деформированного Каина, шестирукого Тарантула и Ричарда Паркера, клона зрелого возраста. Скорпион был первым клоном, кого встретил Питер Паркер. Скорпион вламывается в торговый центр и сражается с Человеком-пауком, но тот сумел его одолеть, под его маской Питер видит своего клона[30]. Человек-паук отправил клона к Фантастической Четвёрке, после этого выжившего клона помещают в Трикселион, вместе с клоном Гвен Стейси. После этого его след обрывается.[31]
- Второй — очень опасный преступник по имени Максимус Гарган, в комиксах появился недавно, после смерти первого Человека-паука, как враг второго Паука. В преступных кругах он и получил прозвище «Скорпион». Максимус Гарган, находился на вершине самых разыскиваемых преступников ФБР, как сообщается покинул страну до того, как ему были предъявлены обвинения в убийствах, жестоких избиениях и рекете, он сбежал в Мексику, где и жил до встречи с Бродягой. По слухам Скорпион наделён суперспособностями, держал свою организацию в ежовых рукавицах. Он прибыл в США, отомстить Бродяге, но узнав, что Кингпин мёртв, решил стать новым Кингпином Нью-Йорка. Вскоре был побеждён вторым Человеком-пауком, и отправлен за решётку[32].

## Силы и способности

### Как Скорпион
Будучи Скорпионом, Мак Гарган приобрёл суперспособности посредством сильного химического и радиационного облучения, предоставивших ему сверхчеловеческие силы, которые также вызвали мутагенные эффекты. Он обладает сверхчеловеческой силой, скоростью, ловкостью, рефлексами, выносливостью и прочностью, а также может карабкаться по стенам (или же пробивать большие отверстия в стенах для поднятия). Кроме того, в распоряжении Гаргана имеется мощное механическое устройство, напоминающее хвост настоящего скорпиона, являющийся неотъемлемой частью его боевого костюма. Хвост был также бронирован и имел остро отточенный шип, что делало его смертельно опасным в бою. Скорпион мог использовать свой хвост как пятую конечность или как смертельное оружие. У его хвоста было и дополнительное оружие вроде разбрызгивателя кислоты или электрического шокера. Впоследствии Алистер Смайт разработал для него новый костюм. В отличие от предыдущего снаряжения, новый костюм Гаргана включал в себя более мощный хвост, механические клещи и пуленепробиваемые доспехи. Помимо этого, Смайт изменил структуру ДНК Гаргана, создав из него «настоящего скорпиона». Прочность костюма позволила Маку выдержать падение на большой скорости. Единственным изъяном брони была незащищённая зубная челюсть Мака, которую Доктор Осьминог (находясь в теле Человека-паука) выбил, обезвредив Скорпиона. Во время службы Гаргана в Алкемаксе, утерянная челюсть была заменена на новую.

### Как Веном
Благодаря симбиоту Веному, Мак Гарган сохранил свои сверхчеловеческие способности, некоторые из которых были значительно усилены после слияния с инопланетянином. Костюм мог даже воспроизвести хвост брони скорпиона Гаргана. Будучи Веномом, Мак получил возможность формировать паутину и подниматься по стенам, как Человек-паук, а также способность сливаться с окружающей местностью и скрываться среди других людей. Он не подпадает под воздействие паучьего чутья Человека-паука. Его умения как рукопашного бойца увеличились из-за влияния инопланетного симбиота, обладающего превосходными инстинктами и боевым опытом. Также костюм может с невероятной скоростью лечить тяжёлые травмы, понесённые хозяином. На руках Венома имелись острые когти, которые Гарган использовал как оружие ближнего боя, а также мог создавать щупальца, проводя дистанционные атаки.
Когда Мак был сильно напуган или раздражён, он мог увеличить размер своего тела, в противовес исходящей угрозе, как это было показано во время его противостояния с Джаггернаутом. Тем не менее, в подобных случаях Гарган полностью терял контроль над симбиотом, вплоть до того, что ему приходилось поедать живых людей, в попытках утолить голод. В сражении против Стального паука он атаковал невинных свидетелей.

### Как Человек-Паук
Благодаря специальному препарату, предоставленному ему Норманом Озборном, Веному удалось принять более человеческую форму, из-за чего он стал напоминать Человека-паука, когда тот владел симбиотом. Тем не менее, он мог принять свою первоначальную чудовищную форму по своему желанию. Будучи Человеком-пауком, Мак Гарган приобрёл большую подвижность, чем в форме Венома. В обличье его заклятого врага, у Мака пропали когти и рот, который он мог проявить в случае необходимости. Тем не менее, препарат значительно снизил его желание сражаться, что сделало Гаргана пессимистом.

## Вне комиксов

### Телевидение
- Версия Скорпиона Мака Гаргана появляется в мультсериале «Человек-паук» 1967 года, где его озвучил Карл Банас.
- Версия Скорпиона Мака Гаргана появляется в мультсериале «Человек-паук и его удивительные друзья», озвученная Нилом Россом.
- Версия Скорпиона Мака Гаргана появляется в мультсериале «Человек-паук» 1994 года[К 1], первоначально озвученная Мартином Ландау, а затем — Ричардом Моллом. Имеет кличку Прыщик, и изначально был детективом — Джей Джона Джеймсон нанял его (серия «Жало Скорпиона»), чтобы выяснять как Питер Паркер делает снимки Человека-паука, но отказывается от этой затеи после угроз Человека-паука. Как и Джеймсон, Гарган был сильно взбешён наглостью Человека-паука и поэтому, желая покончить с унижениями, соглашается на эксперимент д-ра Стиллвела — в результате мутации Гарган получил суперспособности, которые позволили ему победить Человека-паука в их первой стычке. После победы над Человеком-пауком, Скорпион обнаруживает проявление нестабильной мутации и позже в отместку, пытается убить Джеймсона и Стиллвелла, но Человеку-пауку удаётся победить его и отправить в тюрьму. В начале 2 сезона серия «Коварная Шестёрка» был освобождён из тюрьмы Амбалом[К 2], который нанял его в отряд суперзлодеев под названием Зловещая шестёрка, из которой ушёл ближе к концу 2 сезона. Дальнейшая судьба Скорпиона была связана с неудачными поисками лекарства от своей мутации — вначале он похищает д-р Стиллвелла и Курта Коннорса, но терпит поражение от Человека-паука, позднее похищает Стервятника, в надежде, что тот сможет вылечить его, но после этого сам попадает в плен к Сильвермейну. В 5 сезоне работает сначала на Алистера Смайта и Гарри Озборна, пытаясь сорвать свадьбу Питера Паркера и Мэри Джейн Уотсон (серия «Свадьба»), а позже снова на Амбала как член новой Зловещей шестёрки для обнаружения устройства судного дня Красного Черепа (сюжетная арка «Шесть Забытых Воинов»).
- Изначально версия Скорпиона Мака Гаргана должна была появиться в третьем сезоне мультсериала «Новые приключения Человека-паука», однако этого так и не произошло из-за закрытия шоу.

### Киновселенная Marvel
- Актёр Майкл Мэндо исполнил роль Мака Гаргана в фильме «Человек-паук: Возвращение домой»[1]. Здесь он является преступником, а не частным детективом, испытывающим неприязнь по отношению к Человеку-пауку. В сцене после титров он встречает заключённого в Рафт Эдриана Тумса и рассказывает ему о намерении нескольких преступников объединиться против Человека-паука.

### Компьютерные игры
- Версия Скорпиона Мака Гаргана является боссом игры The Amazing Spider-Man (1990) для Game Boy.
- Версия Скорпиона Мака Гаргана появляется в игре Spider-Man 2: The Sinister Six (2001) для Game Boy Color.
- Версия Скорпиона Мака Гаргана появляется в аркадной игре Spider-Man: The Video Game 1991 года.
- Версия Скорпиона Мака Гаргана появляется в качестве суб-босса игры Spider-Man: The Animated Series 1995 года.
- Версия Скорпиона Мака Гаргана появляется в игре The Amazing Spider-Man: Lethal Foes 1995 года.
- Мак Гарган в костюме Скорпиона первый «босс» в игре 2000 года «Spider-Man» на PlayStation. Он пытался убить Джей Джона Джеймсона, но потерпел поражение от Человека-паука.
- Версия Скорпиона Мака Гаргана появляется в игре Spider-Man: Mysterio’s Menace (2001) для Game Boy Advance.
- Скорпион является боссом в игре Spider-Man (2002).
- Версия Скорпиона Мака Гаргана появляется в игре «Marvel: Ultimate Alliance», озвученная Бо Уивером.
- Версия Скорпиона Мака Гаргана появляется в игре «Spider Man 3», озвученная Ди Брэдли Бейкером, выступая в качестве антагониста, а затем — союзника. По приказу доктора Стиллвелл он освобождает Носорога из заточения. Впоследствии учёные берут его под контроль, чтобы убить Человека-паука, но тому удаётся привести его в чувство. Они решают объединить усилия, чтобы прекратить эксперименты над людьми. Проникнув в здание MechaBioCon, Скорпион и Человек-паук побеждают Носорога, после чего Гарган требует от Стиллвелла вернуть ему человеческий облик. Услышав что процесс необратим, Скорпион пытается убить её, но возлюбленная Мака доктор Эндрюс убеждает его остановиться. Понимая, что он больше никогда не сможет стать человеком, Скорпион уходит.
- Скорпион — босс в игре «Spider-Man: Friend or Foe», его разум был захвачен симбиотами, но Человек-паук победил их и Скорпион стал его союзником.
- Версия Скорпиона Мака Гаргана появляется в версиях для Wii, PS2 и PSP игры Marvel: Ultimate Alliance 2, озвученная Джимом Каммингсом, в то время как Венома озвучил Чоппер Бернет.
- В игре «Spider-Man: Shattered Dimensions», в реальности Человека-паука 2099 он представлен в виде огромного мутанта-скорпиона, который хочет избавиться от мутации. Он мешает Мигелю О’Харе забрать «скрижаль порядка и хаоса», так как Доктор Осьминог обещает сделать его человеком, если тот отдаст скрижаль ей. Это первое появление Скорпиона в Marvel 2099, хотя он почти полностью скопирован с Timestorm 2009—2099. Крон Стоун (настоящее имя Скорпиона) в оригинальных комиксах появлялся также как Веном.
- Скорпион фигурирует в игре 2012 года «The Amazing Spider-Man», где представлен в качестве гибрида человека и скорпиона.
- Версия Венома Мака Гаргана появляется в игре «Marvel: Avengers Alliance» для Facebook.
- Скорпион появляется в игре Spider-Man 2 (2023). Сергей Кравинов рассматривает его как потенциального противника, в бою с которым он мог бы встретить достойную смерть. Люди Кравинова похищают Гаргана и заставляют сразиться с охотником против его воли; в конечном итоге Крейвен убивает Гаргана, пронзив насквозь его же собственным жалом[33].